# Orianthi
Orianthi Panagaris (Adelaide, 22 de janeiro de 1985) é uma guitarrista e   cantora australiana, mais conhecida por integrar a banda de Alice Cooper. Trabalhou como guitarrista para o Michael Jackson em 2009 na turnê cancelada This Is It, seria a maior turnê da história.

## Vida e carreira
Orianthi é de ascendência grega e nasceu em Adelaide, na Austrália. Ela sofreu de bullying nos seus anos de escolaridade e teve que mudar de escola várias vezes, acabando por frequentar a prestigiada escola Cabra Dominicana College, onde encontrou um ambiente calmo e seguro. Aprendeu a tocar violão aos seis anos de idade, devido ao facto de o seu pai, guitarrista de profissão, deixar muitas guitarras espalhadas pela casa. Aos onze anos, depois de assistir a um concerto de Carlos Santana começou a tocar guitarra eléctrica. Deixou a escola aos 15 anos para se  concentrar na sua carreira musical. Tocou em várias bandas de amigos desde os 14 anos, em Inglaterra e em França. O seu primeiro espectáculo a solo foi com o apoio de Steve Vai, com apenas 15 anos. Aos 18 anos, Orianthi teve a oportunidade de conhecer Carlos Santana e tocar com ele, tendo sido convidada para fazer uma jam durante o  soundcheck do seu concerto em Adelaide, a que posteriormente foi convidada para se juntar a Carlos Santana no palco naquela mesma noite. Assinou contracto com a Geffen Records no final do ano de 2006 e vive actualmente nos Estados Unidos da América.
Orianthi já tocou com Prince, fez um vídeo para a Panasonic HD, gravou uma música para o filme Bratz: The Movie, tocou com Eric Clapton no Crossroads Guitar Festival, apareceu na secção de negócios do The New York Times a promover as guitarras acústicas eco-friendly e foi nomeada uma das 12 maiores guitarristas de sempre. Também apareceu no 51º Grammy Awards como guitarrista principal de Carrie Underwood tendo sido convidada pela mesma para se tornar um membro efectivo da sua banda. Um solo de guitarra feito por Orianthi aparece em destaque na canção "Sleepwalker" de Adam Lambert  no seu álbum de estreia For Your Entertainment.
Orianthi foi a guitarrista de Michael Jackson para a sua série de concertos de retorno,This Is It e esteve presente em todos os ensaios antes da sua morte. Em relação ao facto de ter sido escolhida por Jackson, declarou:
 Eu não sei exactamente porque é que me escolheu, mas ele viu os meu vídeos no YouTube e adorava-os. Ele teve outros guitarristas como opção, mas quando veio assistir à minha audição, toquei o solo de 'Beat It' para ele. Depois disso, ele ficou tão feliz que se levantou e agarrou o meu braço começando a andar para cima e para baixo no palco comigo. Ele disse, "Você pode tocar outra vez para mim?" Depois disso contratou-me, naquela noite. Eu gostaria que ele ainda cá estivesse. Ele fez com que eu acreditasse mais em mim e eu aprendi muito com ele. Quando fui para os ensaios, pensei que iria só fazer solos de guitarra. Mas a maioria das vezes estava a tocar acordes e ritmos funky
.
Ela tocou e cantou ao vivo no memorial de Michael Jackson, filmado em directo pela televisão em 7 de Julho de 2009. Aparece no filme Michael Jackson's This Is It que mostra os ensaios para o seu espectáculo de retorno. A sua canção "According to You", do álbum Believe, foi o single da semana no iTunes em 27 de Outubro de 2009, e chegou ao número seis na Austrália. Ela apresentou e entregou o prémio de 2009 dos American Music Awards que Jackson ganhou a título póstumo.
Ela também cantou "According to You" na "Dick Clark's New Year's Rockin' Eve With Ryan Seacrest" a 31 de Dezembro de 2009. Este seu single de estreia, do álbum Believe atingiu a #8 posição na Austrália e #21 nos E.U.A..
Desde agosto de 2011 ela integra a banda de Alice Cooper.

## Prêmios e indicações
| Ano  | Indicação                                      | Categoria                                                 | Resultado | Ref    |
| ---- | ---------------------------------------------- | --------------------------------------------------------- | --------- | ------ |
| 2009 | Elle Magazine                                  | 12 Best Female Electric Guitar Players                    | Venceu    | [ 16 ] |
| 2010 | Nickelodeon Australian Kids Choice Awards 2010 | Fresh Aussie Musos                                        | Indicado  | [ 17 ] |
| 2010 | Billboard Japan Music Awards 2010              | Top Pop Artist 2010                                       | Indicado  |        |
| 2010 | Guitar International Magazine                  | Breakthrough Guitarist of the Year 2010                   | Venceu    | [ 18 ] |
| 2011 | 25th Japan Gold Disc Award 2010                | The Best 3 New Artists (International)                    | Venceu    | [ 19 ] |
| 2011 | Tokio Hot 100 Awards 2010                      | Best New Artist                                           | Indicado  | [ 20 ] |
| 2011 | 2011 BMI Pop Music Awards                      | Award-Winning Songs – "According to You"                  | Venceu    | [ 21 ] |
| 2011 | Gibson Guitars                                 | Guitar Gals: The Top 10 Female Guitar Players of All Time | Venceu    | [ 22 ] |

## Discografia

### Álbuns de estúdio
| Ano  | Álbum                                   | Posição | Posição | Posição | Posição  | Posição  |
| Ano  | Álbum                                   | AUS     | JPN     | USA     | USA Rock | USA Heat |
| ---- | --------------------------------------- | ------- | ------- | ------- | -------- | -------- |
| 2007 | Violet Journey - Formato: CD            | —       | —       | —       | —        | —        |
| 2009 | Believe - Formato: CD, Download digital | 6       | 4       | 77      | 19       | 1        |

### Singles
| Ano  | Single                | Posição | Posição | Posição | Posição | Posição | Posição | Álbum   |
| Ano  | Single                | AUS     | JPN     | USA     | USA Pop | CAN     | NZ      | Álbum   |
| ---- | --------------------- | ------- | ------- | ------- | ------- | ------- | ------- | ------- |
| 2009 | "According to You"    | 8       | 3       | 17      | 3       | 22      | 39      | Believe |
| 2010 | "Shut Up and Kiss Me" | —       | —       | —       | —       | —       | —       | TBD     |

### Vídeos
| Ano  | Música                                                  | Realizador     |
| ---- | ------------------------------------------------------- | -------------- |
| 2007 | "Now or Never" (promotional video)                      | Unknown        |
| 2009 | "According to You"                                      | Marc Klasfeld  |
| 2010 | "Highly Strung" (com Steve Vai)                         | Marc Klasfeld  |
| 2010 | "We Are the World 25 for Haiti" (com Artists for Haiti) | Paul Haggis    |
| 2010 | "Shut Up and Kiss Me"                                   | Ray Kay        |
| 2010 | "Courage" (with Lacey Sturm)                            | Scott Speer    |
| 2012 | "Girl in a Catsuit" (Dave Stewart featuring Orianthi)   | Chris Champeau |
| 2012 | "High" (The Fairchilds featuring Orianthi)              | Adam Rothlein  |

## Filmografia
| Filmes | Filmes                       | Filmes      | Filmes                         |
| Ano    | Título                       | Papel       | Notas                          |
| ------ | ---------------------------- | ----------- | ------------------------------ |
| 2009   | Rock Prophecies              | Ela própria | Breve aparição                 |
| 2009   | Michael Jackson's This Is It | Ela própria | Guitarrista de Michael Jackson |